# فرنچ کوارتر (چارلستون، کارولینای جنوبی)
فرنچ کوارتر (به انگلیسی: French Quarter) یک محله و بافت تاریخی در ایالات متحده آمریکا است که در چارلستون، کارولینای جنوبی واقع شده‌است. این محله جزو فهرست ثبت ملی مکان‌های تاریخی است.